# Robiquetia crassa
Robiquetia crassa är en orkidéart som först beskrevs av Henry Nicholas Ridley, och fick sitt nu gällande namn av Rudolf Schlechter. Robiquetia crassa ingår i släktet Robiquetia och familjen orkidéer. Inga underarter finns listade i Catalogue of Life.